# Подолинское сельское поселение
Подо́линское се́льское поселе́ние — упразднённое муниципальное образование в составе Палехского района Ивановской области России. Административный центр — село Подолино. На территории поселения находятся 13 населённых пунктов.
Образовано 25 февраля 2005 года, в соответствии с Законом Ивановской области N 46-ОЗ «О городском и сельских поселениях в Палехском муниципальном районе».
Главой поселения и Главой администрации является Кухаркина Татьяна Дмитриевна  (недоступная ссылка).
После упразднения населённые пункты вошли в Раменское сельское поселение.

## Географические данные
- Общая площадь: ? км²
- Расположение: центральная часть Палехского района
- Граничит:
  - на севере — с
  - на северо-востоке — с
  - на востоке — с
  - на юго-востоке — с
  - на юго-западе — с
  - на западе — с
  - на северо-западе — с

## Население
В состав поселения входили следующие населённые пункты:
- Село Подолино — административный центр
- Мелёшино — село
- Анютино — деревня
- Барышки — деревня
- Беликово — деревня
- Богатищи — деревня
- Зименки — деревня
- Иваньково — деревня
- Лукино — деревня
- Мухино — деревня
- Прудово — деревня
- Сергеево — деревня
- Фомино — деревня

Общая численность населения — ? человек.